# Басурман (роман)
«Басурман» — третий и последний исторический роман русского писателя И. И. Лажечникова, написанный в 1835—1838 гг. в старицком имении Коноплино (ныне резиденция тверского губернатора). Издан в Москве в 1838 году и с тех пор неоднократно переиздавался.

## Сюжет
Действие происходит при Иване III, который задумал собрать разрозненные русские княжества в единое мощное государство. Для исполнения этой цели он приглашает послужить «народу-младенцу» заморских умельцев. Среди прочих в бревенчатую Москву приезжают архитектор и инженер Аристотель Фиоравенти и воспитанный его братом лекарь Антон Эренштейн, которого недоброжелатели-московитяне считают колдуном и нехристем («басурманом»).
Благородные порывы Антона, любовь его к боярской дочери Анастасии разбиваются о дремучую косность. Положение усугубляют интриги придворных, в которые вовлечён брат Софии Палеолог и семейство татарского царевича. Благочестивый странник Афанасий Никитин не в состоянии помочь иноземцу, который видел расцвет Возрождения в Италии и служил моделью для картины Леонардо да Винчи. О развязке рассказано в русской летописи:

Врач немчин Антон приехал к великому князю; его же в велице чести держал великий князь; врачева же Каракачу, царевича Даньярова, да умори его смертным зелием за посмех. Князь же великий выдал его татарам… они же свели его на Москву-реку под мост зимою и зарезали ножем, как овцу.

## Публикация
Увы! Творец не первых сил!

На двух статейках утомил

Ты кой-какое дарованье!

Лишенный творческой мечты,

Уже, в жару нездравом, ты

Коверкать стал правописанье!
Первый тираж романа был издан по особым правилам. Лажечников пытался реформировать русскую орфографию, совершенно отказавшись от буквы ѳ, используя о после шипящих, допуская отступления в написании окончаний прилагательных и местоимений (ничево, старова, дальнева) и предлагая, в соответствии с произношением, писать «щ» вместо «сч» и «зч», то есть щёт, расскащик и т. д. Б. Я. Бухштаб высказал предположение, что необычная орфография послужила поводом эпиграммы Е. А. Баратынского «Увы! Творец не первых сил!». Идея не прижилась и следующие издания соответствовали принятым нормам языка. 
Насмешки современников также вызывало пристрастие Лажечникова к архаическим выражениям и вычурным «красотам слога». При последующих изданиях автор сделал попытку приблизить язык романа к современному.